# Tommaso Masini (fantino)
Tommaso Masini detto Masino (Siena, 19 gennaio 1729 – ...) è stato un fantino italiano.
Vinse una volta il Palio di Siena su almeno due partecipazioni.
Tuttavia, non esiste una documentazione completa che consenta di ricostruirne integralmente le presenze in Piazza del Campo.
Almeno una cronaca ne riporta il soprannome come "Musino"; ciononostante, è verosimile che si tratti di un errore di trascrizione, posta l'evidenza di come il soprannome "Masino" derivi direttamente dal cognome del fantino.

## Carriera
Di Masino è nota la vittoria di uno dei Palii più controversi di sempre: la carriera straordinaria del 4 ottobre 1745, indetta per l'elezione ad imperatore del Sacro Romano Impero del granduca di Toscana Francesco III.
Masino, che correva per la Pantera, era secondo dietro alla Selva, quando, a pochi metri dalla conclusione dell'ultimo giro, il cavallo di quest'ultima fu colpito con un bastone da una contradaiola panterina, nota come "Grifa", scesa sulla lizza. L'ostacolo fu determinante, poiché Masino riuscì a passare in testa e ad aggiudicarsi il Palio.
La "Grifa" fu subito arrestata e tradotta in carcere dai "birri" (le forze dell'ordine granducali), ma la vittoria fu comunque attribuita alla Pantera. L'episodio sarebbe poi stato il primo di una lunga serie di contrasti che avrebbero portato le due contrade, all'epoca alleate, a divenire rivali per buona parte del secolo successivo.
Di Masino è nota la partecipazione anche al Palio del 16 agosto 1748, proprio con i colori della Selva. La vittoria andò, tuttavia, al Drago con Bechino.

## Presenze al Palio di Siena
Le vittorie sono evidenziate ed indicate in neretto.
| Palio          | Contrada | Cavallo                     | Note |
| -------------- | -------- | --------------------------- | ---- |
| 4 ottobre 1745 | Pantera  | Baio dell'oste della Scala  |      |
| 16 agosto 1748 | Selva    | Cavallo di Giuseppe Nencini |      |